# Бухта смерті (фільм, 1926)
Про однойменний український фільм див. Бухта смерті (фільм, 1991)
«Бухта смерті» — радянський художній фільм 1926 року режисера Абрама Роома, знятий за мотивами оповідання Олексія Новикова-Прибоя «У бухті Отрада».

## Сюжет
Один з південних портів зайнятий білими. На маяку укріпилися партизани, серед яких Микола Раздольний, чий батько-механік — не поділяє погляди сина. Білогвардійці, простеживши за батьком Миколи, заарештовують команду корабля «Лебідь» і наказують механіку прийняти на себе колишні обов'язки. Але коли «Лебідь» підпливає до маяка, батько Миколи відкриває кінгстони і корабель йде на дно.

## У ролях
- Василь Ярославцев —  Іван Раздольний, механік
- Микола Салтиков —  машиніст Сурков, більшовик
- Василь Людвинський —  Павлик
- Леонід Юренєв —  кочегар Маслобоєв, шпигун
- Микола Охлопков —  матрос
- Андрій Файт —  Алібеков
- Олексій Харламов —  капітан судна
- Арташес Ай-Артян —  Саїм
- Єлизавета Карташова —  Анна Кузнецова
- А. Равич — Єлизавета, дружина Івана
- А. Мацевич — Микола, старший син Івана
- О. Гольнєва — жінка з дитиною
- Борис Загорський — шпигун
- Юрій Зимін — епізод
- Олександр Карпов — епізод
- Лев Іванов — конвоїр

## Знімальна група
- Режисер — Абрам Роом
- Сценаристи — Борис Леонідов, Віктор Шкловський
- Оператор — Євген Славинський
- Художники — Дмитро Колупаєв, Василь Рахальс